# Bóng ném tại Đại hội Thể thao Đông Nam Á 2021
Bóng ném tại Đại hội Thể thao Đông Nam Á 2021 có 4 nội dung gồm: Bóng ném bãi biển nam và bóng ném trong nhà nam, nữ. Bóng ném bãi biển tổ chức tại Thành phố Hạ Long từ ngày 06 đến ngày 11 tháng 5 năm 2022. Còn bóng ném trong nhà sẽ được tổ chức tại Trường Đại học Thể dục Thể Thao Bắc Ninh từ ngày 15 đến ngày 21 tháng 5 năm 2022.
Ngày 21 tháng 4 năm 2022, Ban tổ chức thông báo hủy nội dung bóng ném bãi biển nữ vì Indonesia tuyên bố rút lui vào phút chót nên không thể tổ chức do nội dung này chỉ còn 2 đội là Việt Nam và Thái Lan.

## Địa điểm
| Bắc Ninh                           | Quảng Ninh                    |
| ---------------------------------- | ----------------------------- |
| Nhà thi đấu thể thao tỉnh Bắc Ninh | Thành phố Hạ Long, Quảng Ninh |
| Sức chứa: 5.000                    |                               |

## Bóng ném bãi biển

### Lịch thi đấu
| Đội 1                | Tỉ số                | Đội 2                |
| 06 tháng 05 năm 2022 | 06 tháng 05 năm 2022 | 06 tháng 05 năm 2022 |
| 16:00                | 16:00                | 16:00                |
| -------------------- | -------------------- | -------------------- |
| Philippines          | 2–0                  | Thái Lan             |
|                      |                      |                      |
| Singapore            | 0–2                  | Việt Nam             |
| 07 tháng 05 năm 2022 |                      |                      |
| 16:00                |                      |                      |
| Singapore            | 0–2                  | Thái Lan             |
| 17:00                |                      |                      |
| Philippines          | 0–2                  | Việt Nam             |
| 08 tháng 05 năm 2022 |                      |                      |
| 16:00                |                      |                      |
| Philippines          | 2–0                  | Singapore            |
| 17:00                |                      |                      |
| Việt Nam             | 2–1                  | Thái Lan             |
| 09 tháng 05 năm 2022 |                      |                      |
| 16:00                |                      |                      |
| Thái Lan             | 1–2                  | Philippines          |
| 17:00                |                      |                      |
| Việt Nam             | 2–0                  | Singapore            |
| 10 tháng 05 năm 2022 |                      |                      |
| 16:00                |                      |                      |
| Thái Lan             | 2–0                  | Singapore            |
| 17:00                |                      |                      |
| Việt Nam             | 2–1                  | Philippines          |
| 11 tháng 05 năm 2022 |                      |                      |
| 16:00                |                      |                      |
| Singapore            | –                    | Philippines          |
| 17:00                |                      |                      |
| Thái Lan             | –                    | Việt Nam             |

### Bảng xếp hạng
| VT | Đội          | ST | T | B | ST | SB | HS  | Đ  | Kết quả         |  | VIE     | PHI     | THA | SIN |
| -- | ------------ | -- | - | - | -- | -- | --- | -- | --------------- |  | ------- | ------- | --- | --- |
| 1  | Việt Nam (H) | 5  | 5 | 0 | 10 | 2  | +8  | 10 | Huy chương vàng |  | —       | 2–1     | 2–1 | 2–0 |
| 2  | Philippines  | 5  | 3 | 2 | 7  | 5  | +2  | 6  | Huy chương bạc  |  | 0–2     | —       | 2–0 | 2–0 |
| 3  | Thái Lan     | 5  | 2 | 3 | 6  | 6  | 0   | 4  | Huy chương đồng |  | 11 thg5 | 1–2     | —   | 2–0 |
| 4  | Singapore    | 5  | 0 | 5 | 0  | 10 | −10 | 0  |                 |  | 0–2     | 11 thg5 | 0–2 | —   |

## Bóng ném trong nhà

### Lịch thi đấu
| Ngày  | Giờ   | Giới tính | Mã trận | Đội       | Vs. | Đội       | Kết quả Set 1 | Kết quả trận |
| ----- | ----- | --------- | ------- | --------- | --- | --------- | ------------- | ------------ |
| 15/05 | 15:00 | Nữ        | 1       | Singapore | X   | Việt Nam  | 6–16          | 17–32        |
| 15/05 | 17:00 | Nam       | 1       | Singapore | X   | Việt Nam  |               | 25–34        |
| 16/05 | 17:00 | Nữ        | 2       | Thái Lan  | X   | Singapore |               |              |
| 16/05 | 15:00 | Nam       | 2       | Thái Lan  | X   | Singapore |               |              |
| 17/05 | 15:00 | Nữ        | 3       | Việt Nam  | X   | Thái Lan  |               |              |
| 17/05 | 17:00 | Nam       | 3       | Việt Nam  | X   | Thái Lan  |               |              |
| 19/05 | 15:00 | Nữ        | 4       | Việt Nam  | X   | Singapore |               |              |
| 19/05 | 17:00 | Nam       | 4       | Việt Nam  | X   | Singapore |               |              |
| 20/05 | 15:00 | Nữ        | 5       | Singapore | X   | Thái Lan  |               |              |
| 20/05 | 17:00 | Nam       | 5       | Singapore | X   | Thái Lan  |               |              |
| 21/05 | 15:00 | Nữ        | 6       | Thái Lan  | X   | Việt Nam  |               |              |
| 21/05 | 17:00 | Nam       | 6       | Thái Lan  | X   | Việt Nam  |               |              |

### Bảng xếp hạng

#### Giải nam
| VT | Đội          | ST | T | H | B | BT | BB | HS | Đ | Giành quyền tham dự      |  | VIE       | THA       | SIN       |
| -- | ------------ | -- | - | - | - | -- | -- | -- | - | ------------------------ |  | --------- | --------- | --------- |
| 1  | Việt Nam (H) | 1  | 1 | 0 | 0 | 34 | 25 | +9 | 2 | Vô địch, huy chương Vàng |  | —         | 17tháng5' | 19tháng5' |
| 2  | Thái Lan     | 0  | 0 | 0 | 0 | 0  | 0  | 0  | 0 | Á quân, huy chương Bạc   |  | 21tháng5' | —         | 16tháng5' |
| 3  | Singapore    | 1  | 0 | 0 | 1 | 25 | 34 | −9 | 0 | Hạng ba, huy chương Đồng |  | 25–34     | 20tháng5' | —         |

#### Giải nữ
| VT | Đội          | ST | T | H | B | BT | BB | HS  | Đ | Giành quyền tham dự      |  | VIE       | THA       | SIN       |
| -- | ------------ | -- | - | - | - | -- | -- | --- | - | ------------------------ |  | --------- | --------- | --------- |
| 1  | Việt Nam (H) | 1  | 1 | 0 | 0 | 32 | 17 | +15 | 2 | Vô địch, huy chương Vàng |  | —         | 17tháng5' | 19tháng5' |
| 2  | Thái Lan     | 0  | 0 | 0 | 0 | 0  | 0  | 0   | 0 | Á quân, huy chương Bạc   |  | 21tháng5' | —         | 16tháng5' |
| 3  | Singapore    | 1  | 0 | 0 | 1 | 17 | 32 | −15 | 0 | Hạng ba, huy chương Đồng |  | 17–32     | 20tháng5' | —         |

## Bảng tổng sắp huy chương

### Bảng huy chương
| Hạng               | Đoàn               | Vàng | Bạc | Đồng | Tổng số |
| ------------------ | ------------------ | ---- | --- | ---- | ------- |
| 1                  | Việt Nam           | 3    | 0   | 0    | 3       |
| 2                  | Thái Lan           | 0    | 2   | 1    | 3       |
| 3                  | Philippines        | 0    | 1   | 0    | 1       |
| Tổng số (3 đơn vị) | Tổng số (3 đơn vị) | 3    | 3   | 1    | 7       |

### Danh sách huy chương
| Nội dung      | Vàng | Bạc | Đồng |
| ------------- | --- | --- | --- |
| Nam trong nhà | Việt Nam · Nguyễn Văn Trọng · Vũ Chí Linh · Hồ Hoàng Dũng · Phạm Văn Quyền · Triệu Văn Long · Nguyễn Hoàng Thanh · Nguyễn Phúc Long · Trần Thiện Tâm · Liễu Gia Kiệt · Nguyễn Ngọc Hải Triều · Trần Lê Minh · Lữ Trần Toàn Phong · Nguyễn Văn Dần · Nguyễn Quang Đạt · Trần Xuân Nhạc · Hồ Trọng Quý                  | Thái Lan · Kasidech Itthiakarakul · Tuanmaitri Markmaitri · Tanakorn Ekchiaochan · Parinya Kanasa · Pongsaphatchai Doungsuwan · Phairoj Usuwan · Lapat Chootan · Wannapong Phumphio · Veerayuth Ngaphakwan · Samarn Sae-Lee · Sarawut Rungruangnara · Sitthipong Saneha · Atsawamethee Barameechuay · Kong Srathongdee · Kajonwit Saengsan · Kanin Deetalod | Không có huy chương đồng |
| Nữ trong nhà  | Việt Nam · Nguyễn Thị Ánh Tuyết · Nguyễn Thanh Huyền · Mai Thị Trang · Đỗ Thị Như Quỳnh · Đàm Thị Khuyên · Hoàng Thị Lan Anh · Phạm Thị Loan · Đỗ Thị Liễu · Hoàng Thị Giang · Nguyễn Ngọc Thảo Vy · Võ Bé Tư · Nguyễn Thị Thanh Ngọc · Hà Thị Hạnh · Đàm Thị Thanh Huyền · Phùng Thị Linh Trang · Đỗ Thị Huyền Trang | Thái Lan · Nuttawadee Saisod · Siriyaporn Boonnet · Kamonwan Sripho · Preechaya Junmanee · Wanida Sopharak · Chanika Khamma · Natthawan Khropbuaban · Siraprapa Pakkavesa · Laksika Ieocharoen · Waruephat Supakorn · Jirarat Maiman · Jantima Promyaka · Mathurada Kaeoluan · Sunanta Hongbooddee · Wantanee Wichaisang · Thitima Sriratbuaphan            | Không có huy chương đồng |
| Nam bãi biển  | Việt Nam · Hoàng Văn Tiến · Huỳnh Kỹ · Huỳnh Nam Tiến · Kim Xuân Tiến · La Văn Lớn · Lê Văn Bình · Nguyễn Chí Tâm · Nguyễn Quang Tú · Nguyễn Văn Tùng · Võ Vương Trọng | Philippines · Van Jacob Baccay · Mark Dubouzet · Andrew Michael Harris · Manuel Lasangue Jr. · Jamael Pangandaman · John Michael Pasco · Rey Joshua Tabuzo · Josef Valdez · Dhane Varela · Daryoush Zandi | Thái Lan · Open Kannarong · Nutdanai Ruksawong · Kittipong Ruksawong · Chokchai Saitaphap · Chaiwat Sinsuwan · Puwanart Srichai · Passakorn Srinamkham · Chainarong Srisong · Surasak Waenwiset · Saharis Buakham |